# Оттер, Жоан
Жоан Оттер (имя при рождении Йохан; швед. Johan Otter; 3 октября 1707, Кристианстад — 26 сентября 1749) — шведский учёный-востоковед и дипломат, работавший во Франции.
В 1724 году поступил в университет Лунда, но в 1728 году перешёл в Стокгольме в католичество, после чего отправился во Францию. В Руане поступил на обучение в духовную семинарию и провёл в ней три года, но не считал возможным для себя принять пострижение. Вместо этого он, к тому времени, выучившись свободно писать и говорить почти на всех основных европейских языках, получил место в почтовом управлении в Париже.
При поддержке кардинала Флёри и графа де Морепа в 1734 году предпринял миссию на Восток, где занялся глубоким изучением восточных языков (турецкого, арабского, персидского), а также играл роль посредника в возобновлении французских торговых отношений с Персией. Сначала жил в Константинополе и в 1736 году отправился в Исфахан, а затем в компании известного Ахмеда-паши в Багдад. В Исфахане и Басре он продолжал — часто в достаточно сложных условиях — до 1743 года своё изучение языков и наблюдения, а затем вернулся во Францию, будучи отозван туда после того, как сумел достичь соглашения с Ахмедом-пашой касательно французской торговли в Басре.
После возвращения Оттер обработал свои заметки и опубликовал их в 1748 году на французском языке под заглавием «Voyage en Turquie et en Perse» (были переведены на немецкий язык в 1781 и 1789 годах); в этой работе содержится обширная информация о персидских городах, посещённых автором, а также повествуется об истории Надир-шаха и его завоеваниях. Описание путешествия привлекло большое внимание и вызвало существенные изменения в господствовавших до той поры мнениях и знаниях об отдалённых землях, где побывал автор заметок.
Оттер получил ставку и работал в Королевской библиотеке в Париже в качестве переводчика восточных языков. В 1746 году был назначен профессором арабского языка, в 1748 году стал членом французской Академии надписей и изящной словесности и прочитал там доклад об арабском завоевании Африки, который был напечатан в трудах академии. Он также опубликовал перевод работы Улофа Далина «Svea rikes historia» (1-я часть вышла в 1748 году). Результаты разработки им восточных рукописей королевской библиотеки были изложены в «Mémoires de l'Académie des inscriptions et belles-lettres» (том XXI).